# 과거칠불

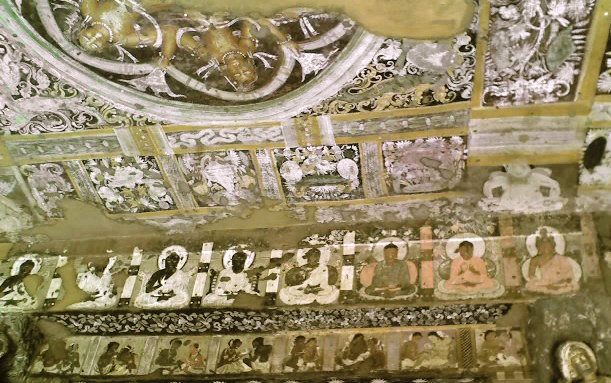
과거칠불. 우단은 미래불인 미륵. 아잘타 제17굴

과거칠불(過去七佛)은 석가모니를 포함하여 지금까지 등장하였다고 여겨지는 7명의 부처를 말한다. 오래된 순서로부터
1. 비파시불
2. 시기불
3. 비사부불
4. 구류손불
5. 구나함모니불
6. 가섭불
7. 석가모니불

의 칠불. 이른바 과거불신앙의 대표적인 예.

## 개요
불교에서는 과거와 미래, 현재의 삼세에 걸쳐 각각 천 명의 부처(천불)가 출현한다고 말하고 있다. 과거칠불은 전3불과 후4불로 분류되는데, 전3불은 과거인 장엄겁에 출현했던 천 명의 부처(천불) 가운데 마지막 세 명, 후4불은 현재인 현겁에 등장한 천 명의 부처(현겁천불)의 최초 네 명이다. 
불교에서는 석가모니불이 불교라는 거대한 종교를 이룬 것은 단지 불조(佛祖) 석가모니 한 대(代)에서 완성된 사업이 아니고, 과거로부터 먼저 성도하여 부처가 된 이들의 전생의 공덕이 쌓이고 쌓인 결과로 설명한다. 이러한 생각은 상당히 오래되었으며, 기원전후에 건립된 인도 마디아프라데시 주의 바 풋의 난순(부조)에 칠불이 깨달음을 얻은 나무를 새긴 부조가 있다.
또 불교에서는 일반적으로 데바닷타를 석가모니불에 거스르는 대역죄를 범한 대악인으로 보고 있지만, 법현삼장의 《불국기》 등의 기록을 통해 후세 데바닷타의 후신을 자처하는 교단에서는 데바닷타의 유훈대로 독자적인 계율을 정하고 석가모니를 제외한 과거 6불을 인정하고 신앙했음이 확인되고 있다. 아울러 최근의 연구에서는 데바닷타는 계율을 보다 어렵고 엄격하게 시행할 것 등을 석가모니불에 진언했으나 받아들여지지 않자 석가모니의 교단에서 분파했고 석가모니를 부처로 인정하는 교단으로부터 차츰 반역자이자 대악인으로 몰렸다고 보고 있다. 
이를 통해 고대 인도에 석가모니가 살아있었을 당시에도 과거불, 즉 석가모니불 이전에도 부처가 세상에 나타났었다는 과거불신앙이 존재했다는 것을 알 수 있다.

## 과거칠불

### 비파시불(毘婆尸佛)
산스크리트어로는 vipaśyin. 팔리어로는 Vipassī. 음사로는 비발시(毘鉢尸)라고도 음사되거나, 뜻을 한역해 승관(勝観), 정관(浄観)으로도 번역된다.  
과거 91겁, 사람의 수명이 8만 4천 세였던 때에 반두파제 성(槃頭婆提城)에서 크샤트리아 출신이며, 아버지는 반두파다(槃頭婆多), 어머니는 반두파제(槃頭婆提)라 하였다. 성은 구리약(拘利若)으로 교진여(憍陳如)로도 번역된다. 
파파라나무(波波羅樹) 밑에서 성도하고 세 번에 걸치는 설법으로 16만 8천 명, 10만 명, 8만 명을 제도하였으며, 그 가운데 건다(騫荼)와 제사(提舎)라는 두 제자가 가장 뛰어났다고 한다.

### 시기불(尸棄佛)
산스크리트어로는 Śikhin, 팔리어로는 Sikhī라 읽으며, 이를 음사해 식(式) 또는 식기(式棄) 등으로도 번역되었다. 
과거 장업겁(荘厳劫)에 출현했다는 천 명의 부처(천불) 가운데 999번째 부처로 사람의 수명이 7만 세이던 시절에 광상성(光相城)에 태어났다. 크샤트리아 출신으로 아버지는 명상(明相), 어머니는 광요(光曜)라 하였다. 
분타리수(分陀利樹) 아래서 정각을 이루고 세 번에 걸쳐 설법하여 10만 명, 8만 명, 7만 명을 제도하였다고 전한다. 

### 비사부불(毘舎浮佛)
산스크리트어로는 Viśvabhū, 팔리어로는 Vessabhū로 이를 음사하면 비사부(毘舎符)이며, 한역해서 일체승(一切勝), 일체유(一切有) 등으로 번역된다. 
과거31겁, 사람의 수명이 6만 세이던 시절에 무유성(無喩城)에서 태어났다. 크샤트리아 출신으로 아버지의 이름은 선등(善燈), 어머니의 이름은 칭계(称戒)였으며, 성은 구리약(拘利若)으로 아들 한 명이 있었다고 한다. 칠불경(七佛經)에서는 아버지의 이름을 소발라저도 왕(蘇鉢羅底都王), 어머니의 이름은 발라파박저(鉢羅婆縛底)로 태어난 성의 이름은 아노발마(阿努鉢麼)라 하였으며, 불명경(佛名經)이나 칠불부모성자경(七佛父母姓字經)에도 다른 이름이 등장한다. 
파라수(婆羅樹, 박차수博叉樹) 아래에서 성도하였고, 두 번에 걸친 설법에서 7만 명과 6만 명을 제도하였다고 한다. 

### 구류손불(倶留孫佛)
산스크리트어로는 Krakucchanda, 팔리어로는 Kakusandha이다. 음사표기해 구류손(拘留孫, 狗瑠遜) 등으로 표기되며, 한역은 성취미묘(成就美妙), 정결(頂結) 등으로 표기된다. 현장의 《대당서역기》에는 음역해 가라가촌타불(迦羅迦村馱佛)로 표기되어 있다. 현재에 해당하는 현겁(賢劫)에 등장한다는 천 명의 부처(현겁천불)의 첫 번째 부처라고 한다. 
사람의 수명이 4만 세였던 시절에 안화성(安和城)에서 태어났다고 한다. 《칠불경》에서는 현겁 제6겁에 세상에 났고, 증일아함경(増一阿含経)권45에는 인간의 수명이 5만 세였던 때에 세상에 났다고 해서 서로 다르다. 브라만 계급 출신으로 아버지는 예득(礼得), 어머니는 선지(善枝)라 하였다. 성은 가엽(迦葉)이었다. 
시리수(尸利樹) 아래에서 성도하였으며, 한 번 설법하였고 그 설법으로 4만 명의 비구를 가르쳤다고 한다.
5세기 중국의 승려 법현(法顯)은 자신이 쓴 《불국기》(佛國記)에서 사위성 동북쪽으로 12유연(由延) 되는 거리에 나비가(那毘伽)라는 이름의 읍(마을)이 있는데 이곳이 구류손불이 태어난 곳이자 열반에 든 곳으로 모두 탑을 세웠다고 적고 있다. 당의 승려 현장도 《대당서역기》 권6겁 카필라바스투 국(比羅伐卒堵國)에서 성의 남쪽으로 50리를 가면 옛 성과 스투파가 있고 이 성이 구류손불이 태어난 곳이며, 성 남쪽으로 또 멀지 않은 곳에 스투파가 있는데 여래(석가모니)가 깨달음을 얻은 다음 아버지를 만난 곳이라고 적고 있다. 

### 구나함모니불(倶那含牟尼佛)
산스크리트어로는 Kanakamuni, 팔리어로는 Koṇāgamana이다. 이를 음사한 것이 가라가모니(迦那伽牟尼), 구나함모니(拘那含牟尼)이며, 한역해 금선인(金仙人), 금적정(金寂静) 등으로 불리기도 한다. 현겁천불의 두 번째 부처로 간주된다. 이름인 구나함은 금, 모니는 선인이라는 뜻으로 그의 몸이 금빛으로 빛났기 때문에 명명되었다고 한다. 
인간의 수명이 4만 세(3만 세)였던 때에 세상에 났으며, 7만 명의 제자가 있었다고 한다. 브라만 출신으로 아버지는 야섬발다(耶睒鉢多, 팔리어: Yaññadatta、대덕大徳이라고도), 어머니는 울다라(鬱多羅, 팔리어: Uttarā, 선승善勝이라고도)라 하였다. 이름의 구나함은 돈, 모니는 선인의 일로, 그의 몸은 금빛이었다이기 때문에 이 이름이 지어졌다.
오잠파라수(烏暫婆羅樹, Uḍumbara) 아래에서 성도하였으며 한 번의 설법으로 3만 명의 비구가 아라한과를 얻었다고 한다. 이 부처는 현재의 현겁 가운데서 출세하였으므로 많은 유적이 있었다고 한다. 
법현의 《불국기》에는 사위성 동남쪽으로 12유연쯤 떨어진 곳에 구류손불이 태어난 나비가 읍이 있고 여기서 또 북쪽으로 1유연을 가면 읍이 하나 더 나오는데 이곳이 구나함모니불이 태어난 곳이며, 또 동쪽으로 1유연을 가면 석가모니불이 태어난 카필라 성이 나온다고 전하고 있다. 현장의 《대당서역기》에도 크라쿠찬타불의 성에서 동쪽으로 30여 리를 가면 낡고 큰 성이 나오는데 이 성이 구나함모니불이 태어난 성이며 성 안에 그 스투파가 있었다고 적고 있다. 

### 가섭불(迦葉佛)
산스크리트어로는 Kāśyapa, 팔리어로는 Kassapa. 가섭파(迦葉波) 등으로 음사되며, 한역하면 음광(飲光)이다. 
사람의 수명이 2만 세이던 시절에 세상에 났다고 한다. 브라만 출신으로 아버지의 이름은 범덕(梵徳), 어머니의 이름은 재주(財主)였으며 성은 가엽(迦葉)으로 아들이 한 명이 있어 집군(集軍, 진군進軍이라고도)이라 하였다. 급비(汲毘, 파라비波羅毘) 왕의 파라나(波羅捺)에서 태어났다. 
니구율타수(尼拘律陀樹, 니구로타) 나무 아래서 성도하였고, 첫 번째 법회에서 제자 2만 명을 제도하였다고 한다. 열반경(涅槃經)에서는 삿된 비구들로부터 각덕비구(覚徳比丘)를 보호했다는 유덕왕(有徳王)의 설화가 있는데, 이 각덕비구가 가섭불이었다는 전설이 있다.

## 관련 경전
과거 칠불은 불경의 《장아함경》(長阿含經) 중의 「대본경」(大本經)이나 《불명경》(佛名經), 《보요경》(普曜經) 등에서 보이며 단독경전으로는 《칠불경》(七佛經), 《비파시불경》(毘婆尸佛經), 《칠불부모성자경》(七佛父母姓字經) 등이 있다. 팔리어 불전으로는 《대본경》(大本經, 마하바다나)이 대응된다. 한편 《불종성경》(佛種姓經, 붓다완샤)에서는 연등불에서 석가모니불까지 25명의 부처를 열거하고 나아가 연등불 이전에 삼불이 있었다고 서술하고 있다. 